# محجوب بن صالح
المحجوب بن صالح أو المحجوب بن البشير بن حسن بن صالح (1927-2008) مناضل تونسي، التحق بالمقاومة التونسية ضد الاستعمار الفرنسي منذ بداية المقاومة المسلحة بمنطقة رأس الجبل، كما شارك في عديد المعارك من بينها حرب الجلاء ببنزرت.

## مولده ونشأته
ولد بمدينة رأس الجبل وينحدر من سلالة الحاج محمد لاز داي وهو القائد العسكري لتونس خلال الحكم العثماني [1647 - 1653]. توفيت والدته وهو في سن التاسعة، مما جعله يتحمل مسؤولية تربية أشقائه رفقة والده، ولكن ما كاد يبلغ الخامسة عشر من عمره حتى وافى أباه الأجل. وكان من أوئل من امتلك جرار فلاحي في رأس الجبل، حيث جمع القطع الميكانيكية من سوق الآلات المستعملة أو ما يسمى بسوق «اليهودية» بتونس العاصمة، اشتغل لعديد السنوات لحسابه الخاص عبر إسداء خدمات فلاحية لأغلب فلاحي الجهة. اشترى «المندرة» وهي عبارة عن مكان يجتمع فيه الفلاحون بعد الحصاد لاستخراج الحبوب.
كما كان عصامي النشأة حيث تعلّم تفكيك الجرارات الفلاحية وصيانتها، حبه لبلوغ الهدف جعل من محجوب أو عم محجوب كما عرف عند عامة الناس برأس الجبل، رجلا ذو شجاعة مكنته من معرفة الجبال المحاذية لمدينة رأس الجبل.

## مقاومة المستعمر الفرنسي
استثمر معرفته بالجبال المحيطة بمدينة رأس الجبل والجهة ككل حيث عمل كحارس أراضي الزيتون لسنوات عديدة ينظم للمقاومة المسلحة، نظرا كذلك لمعرفته بالأسلحة وهي خبرة كونها أثناء تواجد القوات الألمانية بمدينة رأس الجبل.
شارك في عديد المعارك ضدّ الفرنسيين، كما واكب أبرز التحركات الاحتجاجية، من أبرزها أحداث 23 ديسمبر 1952 وحرب الجلاء ببنزرت
تمّ سجنه بسجن غار الملح أو «كراكة غار الملح» كما كان يطلق على هذا المعتقل، بتهمة الانضمام وتسهيل نقل الأسلحة والمؤونة للمجموعات المسلحة المعروفة باسم «الفلاقة» المتحصنة بالجبال وهي الجناح المسلح للمقاومة التونسية إبان الاستعمار الفرنسي. نشاطه الفلاحي ومعرفته بالجبال أوهمت المستعمر بأنّ لا علاقة للمناضل بالمقاومة المسلحة، في حين أنّه كان العنصر الوحيد الذي يعتمد عليه المقاومون لاستطلاع أخبار المدينة ولا سيما تحركات القوات الفرنسية، وكذلك الرابط الوحيد مع عائلاتهم. كان لهذا النشاط تأثير سلبي على حياته الشخصية حيث داهمت قوات المستعمر أو «الجدرمية» Gendarmerie منزله، ولكنّه كان قد تفطّن لها قبل ساعات، فقصد الجبال بغية التحصن رفقة المقاومين، إلا أنّ نداء والد زوجته «عبد السلام دخيل» بضرورة التخلي عن مخططته واخباره بأنّ القوات الفرنسية قد فتّشت منزله وحجزت عائلته كرهينة (أمام مقر إقامته)، فلم يكن له إلا الرجوع وتسليم نفسه ليقبع وراء القضبان، بذلك السجن المعروف بغار الملح رفقة مقاومين آخرين دون ذكر ما لاقوه من تعذيب وظروف قاسية.
كان لهذه الأحداث تأثير على صحة زوجته، التي عانت بعد ذلك لسنوات من أمراض كان سببها الرئيسي تلك المداهمة المسلحة، وفقد المحجوب زوجته بعد صراع طويل مع المرض.

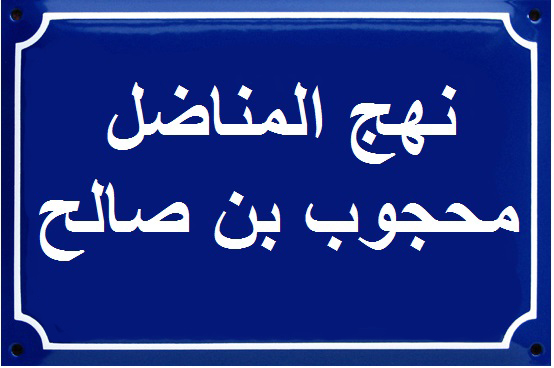
نهج المناضل محجوب بن صالح

## اعتراف الدولة التونسية بنضاله
بعد الثورة التونسية وبالتحديد سنة 2013، تقدّم محمد أمين الغضبان أحد أحفاد محجوب بن صالح، بمطلب لبلدية رأس الجبل قصد تسمية أحد الأنهج بالمدينة باسم محجوب بن صالح، كما أرفق وثيقة نادرة يؤكد فيها زعيم المقاومين برأس الجبل أنّ محجوب بن صالح قد شارك أثناء فترة الاحتلال بمد يد المساعدة المادية والمعنوية للمقاومين وعائلاتهم، ومن أبرزها بندقية حربية، مسدس ومئات من الخراطيش كما شارك في العمليات التي استهدفت قوات الاحتلال بجهة رأس الجبل.
كما شارك مع ثلة من المجاهدين سنة 1952 بمهاجمة مصالح المستعمر والتي تمثلت في قطع خطوط الاتصال والامداد بغية إرباك المستعمر.
استجابت السلطة المحلية المتمثلة في بلدية رأس الجبل، بعد استشارة ونيل الموافقة من ولاية بنزرت وانعقاد لجنة في الغرض، تمّت تسمية نهج بأحد الأحياء الجديدة بمدينة رأس الجبل، وكان ذلك بمناسبة الاحتفال بعيد الاستقلال يوم 20 مارس 2016، وذلك بعد 60 سنة من استقلال تونس.

## مواضيع ذات صلة
- استقلال تونس
- الفلاقة
- أحداث بنزرت